# Expressen TV
Expressen TV är en streamingtjänst ägd av Expressen som sänder nyheter genom studiosändningar med programledare mellan klockan 06.00–24.00.

## Historik
Tjänsten lanserades 2013 där tjänsten som en app till Smart-TV från Samsung. Den 31 oktober 2015 lanserades sändningar på Apple TV. Expressen TV har sedan 2016. Expressen TV finns tillgängligt på Expressens webbsida, samt genom Boxers och Tele2:s utbud.